# 布朗海崖
布朗海崖（英語：Brown Bluff），是南極洲的海崖，處於南極大陸北端，在100萬年前形成，被國際鳥盟列為重點鳥區，是約20,000對阿德利企鵝的棲息地，現時由南極條約體系管理。
該海崖位在威德爾海北岸，是曾在冰河中噴發過的平頂火山，世所罕見，有如畫的冰山和小浮冰景緻，是雪鸌、企鵝和豹斑海豹等多種物種的棲息地。